# Pere Puig i Calzada
Pere Puig i Calzada fou un comerciant i polític català, diputat a Corts Espanyoles durant la restauració borbònica.
Es va establir a Madrid, on es va dedicar al comerç de suro. Fou elegit diputat pel districte de La Bisbal d'Empordà a les eleccions generals espanyoles de 1891. A les eleccions de 1893 fou desplaçat pel candidat republicà Josep Maria Vallès i Ribot.